# Лосівка (Чугуївський район)
Лосівка (до 17 лютого 2016 — Пролета́рське) — село в Україні, у Вовчанській міській громаді Чугуївського району Харківської області. Населення становить 275 осіб. До 2020 року орган місцевого самоврядування — Симинівська сільська рада.

## Географія
Село знаходиться на правому березі річки Пільна, за 3 км від впадіння її в річку Сіверський Донець, вище за течією на відстані 1 км — село Українське, на протилежному березі село Сосновий Бір. Село перетинає балка Земляний Яр, по якій протікає річка Земляний Яр вище за течією якої примикає село Шестерівка. Від річки Сіверський Донець село відокремлене великим лісовим масивом (сосна). Поруч проходить автомобільна дорога Т 2104.

## Історія
1670 рік — засноване як село Лосівка.
1929 рік — перейменоване в село Пролетарське.
Під час організованого радянською владою Голодомору 1932—1933 років померло щонайменше 243 жителі села.
2016 рік — повернуто назву Лосівка.
12 червня 2020 року, відповідно до Розпорядження Кабінету Міністрів України  № 725-р «Про визначення адміністративних центрів та затвердження територій територіальних громад Харківської області», увійшло до складу Вовчанської міської громади.
19 липня 2020 року, в результаті адміністративно-територіальної реформи та ліквідації Вовчанського району, село увійшло до складу Чугуївського району.

## Економіка
В селі є молочно-товарна ферма.